# Kostelec na Hané
Kostelec na Hané é uma cidade checa localizada na região de Olomouc, distrito de Prostějov.